# Blue Stinger
Blue Stinger é um survival horror, desenvolvido pela Climax Graphics e lançado em 1999 para Dreamcast; somente no Japão ele foi publicado pela Sega. Na Europa e América do Norte, o jogo foi publicado pela Activision.

## História
Há 65 milhões de anos, um meteorito cai na Península de Iucatã, posteriormente matando os dinossauros e abrindo caminho para seres os humanos. Agora, em 2000, uma ilha emerge onde o pensa-se que o ter aterrissado, e concedido o nome "Dinosaur Island (Ilha de Dinossauro)". Uma corporação de tecnologia biológica então faz uma base na ilha. Em 2018, Eliot Ballade, um membro de elite das forças ESER, está de férias perto da Dinosaur Island quando algo cai do céu e deixa a ilha selada sob uma cúpula misteriosa da energia. Quando um misterioso, etéreo chamado Nephilim aparece para perseguir Ballade, ele então se encarrega de resolver o enigma da Dinosaur Island.

## Personagens
- Eliot G. Ballade: O protagonista do jogo, um membro da ESER de férias com seu amigo Tim. Ele rapidamente é encurralado nos eventos em volta da Dinosaur Island uma vez que o seu barco (e Tim) ficam presos na cúpula de energia em volta da ilha.[5] Dublado por Ryan Drummond.
- Dogs Bowser: companheiro de equipe de Eliot, Capitão de uma Terra de Siena HMS. Um residente de longo tempo da Ilha de Dinossauro que tem seus amigos e rivais lá. O desenho de Dogs Bowser (livremente) em Barry Burton de Resident Evil.[5] Dublado por Deem Bristow.
- Janine King: membro do KISS, a equipe de segurança de Kimra; tanto uma pessoa genial em computadores como tiroteio. Algumas coisas permanecem um mistério sobre ela, mas estranho suficiente, ela tem um filho com Dogs.[5] Dublada por Lani Minella.
- Nephilim: uma criatura alienigina que frequentemente observa o progresso de Eliot e Dogs. Tomando a forma de uma deusa imaginária de uma série fictícia, Nephilim não tem nenhuma forma original distinta.[5]

## Jogabilidade
Blue Stinger realmente oferece algumas características únicas ao seu gênero. Os ambientes são inteiramente 3D, algo que, no momento, era uma raridade. Com o lançamento nos Estados Unidos, a câmera do jogo foi modificada para algo mais análogo a Tomb Raider. O porte norte-americano do jogo retirou o sistema original de câmera de estilo cinemático, em vez disso usando uma visão fixa da terceira pessoa, atrás do jogador, como o de Tomb Raider. Este estilo consertado de câmera recebeu críticas positivas e negativas. Alguns argumentaram que a modificação levou embora a tensão dramática da qual a versão japonesa tinha ficado famosa. Contudo, os outros celebraram o novo estilo de câmera como uma característica que deu ao jogo uma borda por cima de jogos de survival horror que utilizaram ângulos fixos, como Resident Evil. A pontuação triunfante de ação que acompanha cada área faz pouco para construir a expectativa típica do gênero. Porém o desenho de arte do jogo deixa um pouco a desejar e os inimigos mortos salpicam a área com moedas douradas.
Os jogadores curavam-se no tempo real que usava comida e bebidas compradas de máquinas de vender forçando jogadores a curar-se só quando estivesse seguro. O combate consistia de comprar armas  e munição na mesma maneira e a tecnologia de cada arma era muito alta; os jogadores podiam comprar espadas, lançadores de mísseis, lançadores de Napalm e espingardas de três canos. Os jogadores podiam acessar armas brancas e de fogo no inventário do jogador com pressionando um botão e cada arma era exclusiva ao personagem que se joga como: Eliot que começava com uma pistola enquanto os Dogs começava com uma besta.